# Incudine e martello (Better Call Saul)
Incudine e martello (Rock and Hard Place) è il terzo episodio della sesta stagione di Better Call Saul, serie spin-off di Breaking Bad. Scritto e diretto da Gordon Smith, è andato in onda il 25 aprile 2022 su AMC e AMC+, e in anteprima su Netflix il 26 aprile in diversi Paesi al di fuori degli Stati Uniti e del Canada. Nell'episodio, Nacho Varga giunge alla resa dei conti della sua fuga dai criminali del cartello, mentre Saul Goodman mette in dubbio la sua reputazione da avvocato quando coinvolge il suo amico Huell Babineaux in un piano per rovinare la vita di Howard Hamlin.
Le riprese si sono svolte tra l'aprile e il maggio del 2021, con alcune difficoltà a causa di alcuni incidenti subiti dal cast e dal set. L'episodio è stato accolto con il plauso della critica per i temi trattati, la trama, la regia di Smith e la performance di Michael Mando; segna l'apparizione finale nella serie del personaggio di Nacho, interpretato da Mando. Durante la sua prima trasmissione su AMC, si stima che la puntata sia stata vista da 1.16 milioni di spettatori.

## Trama

### Apertura
Con lo scoppiare di un temporale nel deserto, non appena inizia a piovere, viene inquadrato al suolo un fiore blu accanto a un frammento di vetro.

### Storia principale
Nacho Varga abbandona il camion che ha usato per fuggire e si nasconde ai cugini nascondendosi in una petroliera. Successivamente, si pulisce in un'officina meccanica e chiama suo padre Manuel per dirgli addio, prima di telefonare a Mike Ehrmantraut per chiedergli di parlare con Gus Fring, offrendosi di arrendersi in cambio della protezione per il genitore. Gli uomini di Gus introducono clandestinamente Nacho negli Stati Uniti e Mike lo picchia per far sembrare che sia stato catturato. Mike e Nacho pianificano che Varga confesserà l'uccisione di Lalo Salamanca per discolpare Gus, poi cercherà di fuggire dando modo a Victor di ucciderlo rapidamente, affinché i Salamanca non lo torturino. 
Jimmy McGill e Kim Wexler cospirano per ottenere dei duplicati dell'auto e della targa personalizzata di Howard Hamlin, come parte del loro piano per sabotare il caso Sandpiper, ma si rendono conto che è più semplice accedere direttamente alla sua auto. Jimmy e Kim si fanno aiutare da Huell Babineaux e da un altro socio per ottenere delle copie della chiave dell'auto di Howard e un pulsante per sblocco remoto. Huell dice a Jimmy che non capisce perché due legittimi avvocati come lui e Kim dovrebbero commettere crimini, e Jimmy fa un'argomentazione poco convincente sul fare del male per ottenere un "bene superiore". Il procuratore Suzanne Ericsen collega Jimmy a Lalo e a Nacho, spiegando a Kim che Lalo è morto e pregandola di convincere Jimmy a testimoniare contro i Salamanca.
Gus, Tyrus e Victor si incontrano con Juan Bolsa, Hector Salamanca e i cugini per consegnare Nacho, mentre Mike osserva da lontano con il mirino di un fucile. Come previsto, Nacho afferma di aver aiutato gli Alvarez ad uccidere Lalo; si spinge poi oltre, rivelando di aver cercato di uccidere Hector e che Gus lo ha salvato. Varga, che ha preso un pezzo di vetro rotto dalla spazzatura di Gus, taglia le corde che lo legano, ruba la pistola di Bolsa e la usa per uccidersi. Mentre Gus e i suoi uomini se ne vanno, i cugini aiutano Hector a sparare sul cadavere di Nacho.

## Produzione
L'episodio è stato scritto e diretto dal co-produttore esecutivo Gordon Smith. Ha segnato la morte del personaggio di lunga data Nacho Varga, interpretato da Michael Mando, che era apparso nella serie dalla seconda puntata della prima stagione. I co-creatori della serie Vince Gilligan e Peter Gould e la produttrice esecutiva Melissa Bernstein hanno raccontato per la prima volta a Mando il destino del suo personaggio nell'inverno del 2020, pochi mesi prima dell'inizio delle riprese della sesta stagione di Better Call Saul. Smith ha detto che gli sceneggiatori avevano deciso subito che sarebbe stato meglio per la serie concludere la trama di Nacho all'inizio della stagione invece di passare diversi episodi di lui "in fuga che si tira fuori dai guai". Le scene precedenti dell'episodio, come ha detto Mando, dovevano simboleggiare "ciò che la vita significava per questo personaggio e ciò per cui era disposto a battersi".
Le riprese dell'episodio sono iniziate nell'aprile del 2021. La prima scena a essere girata è stata quella di Nacho che si versa da bere e nota il vetro rotto nella spazzatura di Gus,  gettato nell'episodio precedente Carota e bastone. L'inquadratura ripresa dal punto di vista del bidone della spazzatura intende simboleggiare quanto fosse frammentato il personaggio in quel momento. Smith ha filmato una ripresa di Mando senza l'effetto e, due settimane dopo, ha proiettato l'inquadratura su uno schermo, dove hanno potuto regolare dove si trovava il vetro e come era rotto. La scena della petroliera è stata girata sul posto per gli esterni e in uno studio per gli interni. L'immersione di Nacho nel petrolio, di cui si è discusso per la prima volta nel dicembre 2020, è stata girata nel maggio 2021 ed è stata l'ultima scena che Mando ha girato in Better Call Saul. Ogni ripresa è durata da uno a due minuti, e Mando ha eseguito la parte senza l'utilizzo di controfigure, utilizzando circa 150 litri di una sostanza a base vegetale. La densità del liquido ha reso difficile per Mando immergersi, quindi ha dovuto aggrapparsi ai pali di un'impalcatura orizzontale nelle vicinanze per tirarsi sotto. Il set nello studio doveva essere capovolto ogni volta che la troupe voleva puntare la telecamera in una direzione diversa, in modo che una gru potesse entrare. L'apertura a freddo dell'episodio è stata girata contemporaneamente alla scena della petroliera in un interno diverso, dove hanno aggiunto una macchia di deserto di 12 metri con uno schermo verde sullo sfondo. Ci sono voluti due giorni per prepararsi, ed è stato girato utilizzando un impianto di controllo del movimento.
Mando ha paragonato la telefonata di Nacho a suo padre (interpretato da Juan Carlos Cantu) al mito di Orfeo ed Euridice, che descrive in dettaglio la storia di un uomo "tra l'incudine e il martello" che attraversa volontariamente l'Ade per salvare la persona che ama, a condizione che non potrà mai più rivederla. "In quella particolare telefonata", ha detto Mando, "è libero, ha vinto, e sta guardando il tramonto. Ma il suo cuore si gira e chiede a suo padre di venire con lui, indirettamente. E suo padre dice di no. Quindi ritorna volentieri nel fuoco e scambia la sua vita per quella di suo padre." L'assistente alla regia Rich Sickler ha letto a Mando le battute di entrambe le telefonate di Nacho nell'episodio. Mando ha detto di non aver girato la sua parte delle conversazioni con Cantu o Jonathan Banks (che interpreta Mike), sul set, perché pensava che sarebbe stato l'ideale se gli attori non si sarebbero visti, proprio come i personaggi che interpretavano, per creare un senso di disconnessione. Cantu non ha avuto accesso alle sceneggiature della stagione, quindi, durante le riprese, non sapeva davvero cosa avesse passato Nacho, che aspetto avesse o a che punto si trovasse la storia. Mando ha accettato di essere sul set quando Cantu ha girato la sua parte del dialogo.
L'interrogatorio prima della morte di Nacho è stato paragonato da Mando al processo egizio del peso del cuore e dell'anima. Ha affermato che è "la prima volta che non ha paura di nessuna di queste persone ... è completamente disposto a raccontare la storia che salverà suo padre, indipendentemente da ciò che pensano gli altri". Ha visto la confessione di Nacho a Hector come il mantenimento della promessa fatta a suo padre di opporsi al cartello e ha anche detto che è stato il momento in cui la relazione tra Nacho e Mike si è interrotta, avendo stretto alleanze con persone diverse (Nacho con suo padre e Mike con Gus). La performance di Mando è stata ispirata da un documentario latinoamericano sugli Aztechi e i Maya nel quale viene spiegato che i vincitori di uno sport si sacrificavano affinché i loro dèi portassero la pioggia. Ha visto il suicidio del suo personaggio come un momento senza rimpianti, perché Nacho sapeva quando e per quale motivo sarebbe morto: "Per la prima volta nella sua vita, ha un'immagine chiara di se stesso". Mando ha detto che il fiore blu che appare nella scena iniziale nel luogo del suicidio di Nacho rappresenta l'illuminazione di alcune culture che deriva dall'affrontare la morte.
La troupe ha indossato magliette di Nacho e finti tatuaggi di lacrime per commemorare gli ultimi giorni di Mando sul set. Durante le riprese. ci sono stati diversi problemi: fuori dal set, Mando è stato portato d'urgenza in ospedale dopo essersi tagliato gravemente il pollice e aver perso sensibilità nella mano sinistra; non è stato in grado di iniziare a girare le sue scene per una settimana e mezza. Il primo giorno di riprese delle scene del deserto, si è scatenata una tempesta di sabbia e la produzione è stata messa in pausa; al momento in cui si sono fermati, l'unica ripresa non angora girata era quella di Mando. Riprendendo il giorno successivo, Smith diede a Mando un biglietto che cambiava l'interpretazione di Mando delle ultime parole di Nacho; Mando ha detto che "si è reso conto che questo non era un discorso da "fottetevi", questo era un discorso pieno dei valori sottostanti e dell'integrità di chi è veramente Nacho, e dove vorrebbe vedere andare la sua comunità". Quella notte, Mando arrivò a casa e scoprì che un albero colpito da un fulmine era caduto nel suo vialetto, bloccandogli l'ingresso. L'approccio di Smith come regista era quello di soddisfare le aspettative del pubblico e concentrarsi sulla massimizzazione della tensione nella scena, nonostante il risultato risultasse ovvio col senno di poi. Mando ha portato un po' della recitazione del personaggio che ha interpretato nei panni di Vaas Montenegro dal videogioco Far Cry 3 nella scena finale, anche se ha dovuto attenuarla su richiesta di Smith. Mando ha definito il finale minaccioso perché ogni altro personaggio alla fine avrebbe incontrato il proprio destino in Breaking Bad: "Questi sono tutti uomini morti che camminano, che guardano il primo uomo morire".
Smith ha paragonato la relazione di Jimmy e Kim nella puntata a un episodio di Arrested Development in cui un personaggio si sposa dopo "una serie di sfide crescenti". Ha notato la loro nuova abitudine di fumare in casa come un segno che "la disciplina si sta un po' rompendo. È un po' caotico e pericoloso, ma non in modo terribile. Ogni passo su un pendio scivoloso va bene, finché non sei in fondo.". La sequenza delle scale con il cameriere prevedeva una serie di transizioni di cancellazione e la troupe ha trovato un garage a forma di parallelogramma per girare la scena. La scala nel luogo aveva un punto vuoto dove potevano montare la telecamera con un impianto di discesa. Smith lo ha descritto come "costruire un piccolo vano ascensore per un corpo macchina da presa in questo piccolo foro triangolare che correva per tutta la lunghezza della tromba delle scale". Durante la post-produzione, il montaggio dell'episodio è stato completato da Joey Reinisch, nel suo secondo credito di montaggio da solista in televisione.

## Accoglienza

### Critica
Sul sito web di recensioni Rotten Tomatoes, il 100% delle recensioni dell'episodio è positivo, con una valutazione media di 9,3/10; l'interpretazione di Mando nei panni di Nacho ha ricevuto il plauso della critica. Kaleena Rivera di Pajiba ha elogiato la dimostrazione di rabbia dell'attore e l'accumulo dell'episodio fino alla fine. The AV Club ha affermato che la recitazione di Mando avrebbe meritato una nomination agli Emmy; ha paragonato le ultime parole di Nacho alla confessione di Walter White a Jesse Pinkman nell'episodio Declino di Breaking Bad e ha dato note positive alle performance di Giancarlo Esposito e Mark Margolis e lo sviluppo dello show di Nacho come personaggio avvincente. David Segal del New York Times ha lodato la sceneggiatura, la regia e la scenografia di Smith; ha paragonato la vita di Nacho a quella di Jesse (essendo entrambi criminali che hanno fatto "scelte di vita terribili" e sono stati "puniti eccessivamente per questo"—) aggiungendo: "Sarebbe stato bello vedere di più di questo attore stellare, ma se proprio devi lasciare uno spettacolo, una fine più drammatica e commovente è difficile da immaginare". Steve Greene, scrivendo per IndieWire, ha detto di aver apprezzato il modo in cui le trame condividevano temi simili sulla creazione del proprio destino.
Alan Sepinwall di Rolling Stone si è complimentato con la narrativa diretta dell'episodio e ha detto che la performance di Mando è stata "fantastica in tutto - così stanco, così sconfitto, eppure così insistente nel porre fine alle cose in qualcosa che assomiglia alle sue stesse condizioni, se può. È un tour de force, in particolare la sequenza della telefonata e Nacho che fissa i Salamanca per l'ultima volta". TVLine ha nominato Mando l'attore della settimana. Lo hanno definito "un episodio meravigliosamente commovente che ha visto Mando raggiungere nuove vette drammatiche... il destino ha cominciato a stabilirsi. ... Nacho potrebbe non aver vissuto abbastanza a lungo per condividere lo schermo con i Walt e Jesse di Breaking Bad, ma con la performance davvero eccezionale di Mando questa settimana, si è più che guadagnato il diritto di condividere lo schermo con chiunque."

### Valutazioni
Si stima che 1,16 milioni di spettatori abbiano guardato Incudine e martello durante la sua prima trasmissione su AMC il 25 aprile 2022.